# 陸時通
陸時通（1476年—？），字行之，江西南昌府豐城縣人，軍籍，明朝政治人物。

## 生平
弘治十一年（1498年）戊午科江西鄉試第五十五名舉人。正德六年（1511年）中式辛未科會試第一百四十五名，登第三甲第一百六十二名進士。授行人，十一年正月选授南京廣東道監察御史，十五年十一月升廣西按察司佥事。

## 家族
曾祖陸季廣；祖父陸備載；父陸德崇，母潘氏。慈侍下。